# Kinkenjes
Kinkenjes är en gestalt med tyskt ursprung som har påverkat julfirandet i Sverige. Kinkenjes kom med gåvor på julafton, likt jultomten, och förekom i visst firande som en flicka klädd i vitt med ljuskrona som vid luciafirande. Kinkenjes kommer från lågtyskan och är en sammandragning av Kindchen Jesus, alltså ett ord för jesusbarnet. I flera länder förekommer fortfarande motsvarigheten christkind.
I Tyskland förekom en sed där en flicka kläddes ut i vitt och fick en ljuskrona. Trots att det var en flicka symboliserade den Jesusbarnet, där ljuskronan var glorian. Den fungerade bättre för protestanter (som inte skulle vörda helgon) som motsvarighet eller ersättning till katolska helgonet Sankt Nicolaus.
Sedan mitten av 1600-talet är det belagt i Sverige att en utklädd och vitklädd person kallad Kinkenjes eller Christkindlein kom med gåvor vid jul. På 1700-talet blandade sig den seden med luciafirandet i Sverige, med bland annat dräkten och luciakronan. Kinkenjes förekom som julklappsutdelare i delar av Sverige långt in på 1800-talet, parallellt med bland annat Sankt Nicolaus och julbocken. Jultomten etablerades på 1860-talet.